# Brazilozetes fusiger
Brazilozetes fusiger är en kvalsterart som beskrevs av Balogh och Sandór Mahunka 1981. Brazilozetes fusiger ingår i släktet Brazilozetes och familjen Microzetidae. Inga underarter finns listade.